# Casearia pseudoglomerata
Casearia pseudoglomerata är en videväxtart som beskrevs av H. Sleum.. Casearia pseudoglomerata ingår i släktet Casearia och familjen videväxter. Inga underarter finns listade i Catalogue of Life.